# Fley
Fley est une commune française située dans le département de Saône-et-Loire, en région Bourgogne-Franche-Comté.

## Géographie
Fley est une petite commune constituée du bourg de Fley, et du hameau de Rimont.

### Climat
Pour des articles plus généraux, voir Climat de la Bourgogne-Franche-Comté et Climat de Saône-et-Loire.
En 2010, le climat de la commune est de type climat des marges montargnardes, selon une étude du Centre national de la recherche scientifique s'appuyant sur une série de données couvrant la période 1971-2000. En 2020, Météo-France publie une typologie des climats de la France métropolitaine dans laquelle la commune est dans une zone de transition entre le climat océanique altéré et le climat océanique altéré et est dans la région climatique Bourgogne, vallée de la Saône, caractérisée par un bon ensoleillement (1 900 h/an), un été chaud (18,5 °C), un air sec au printemps et en été et des vents faibles.
Pour la période 1971-2000, la température annuelle moyenne est de 10,4 °C, avec une amplitude thermique annuelle de 17,1 °C. Le cumul annuel moyen de précipitations est de 920 mm, avec 12,1 jours de précipitations en janvier et 7,6 jours en juillet. Pour la période 1991-2020, la température moyenne annuelle observée sur la station météorologique de Météo-France la plus proche, « Mt-Saint-Vincent », sur la commune de Mont-Saint-Vincent à 13 km à vol d'oiseau, est de 10,4 °C et le cumul annuel moyen de précipitations est de 891,2 mm. 
La température maximale relevée sur cette station est de 37,6 °C, atteinte le 12 août 2003 ; la température minimale est de −21,1 °C, atteinte le 10 février 1956,,.
Les paramètres climatiques de la commune ont été estimés pour le milieu du siècle (2041-2070) selon différents scénarios d'émission de gaz à effet de serre à partir des nouvelles projections climatiques de référence DRIAS-2020. Ils sont consultables sur un site dédié publié par Météo-France en novembre 2022.

## Urbanisme

### Typologie
Au 1er janvier 2024, Fley est catégorisée commune rurale à habitat dispersé, selon la nouvelle grille communale de densité à sept niveaux définie par l'Insee en 2022.
Elle est située hors unité urbaine et hors attraction des villes,.

### Occupation des sols
L'occupation des sols de la commune, telle qu'elle ressort de la base de données européenne d’occupation biophysique des sols Corine Land Cover (CLC), est marquée par l'importance des territoires agricoles (76,8 % en 2018), une proportion sensiblement équivalente à celle de 1990 (76,6 %). La répartition détaillée en 2018 est la suivante : zones agricoles hétérogènes (43,7 %), prairies (29,4 %), forêts (21,9 %), cultures permanentes (3,4 %), milieux à végétation arbustive et/ou herbacée (1,3 %), terres arables (0,3 %). L'évolution de l’occupation des sols de la commune et de ses infrastructures peut être observée sur les différentes représentations cartographiques du territoire : la carte de Cassini (XVIIIe siècle), la carte d'état-major (1820-1866) et les cartes ou photos aériennes de l'IGN pour la période actuelle (1950 à aujourd'hui).

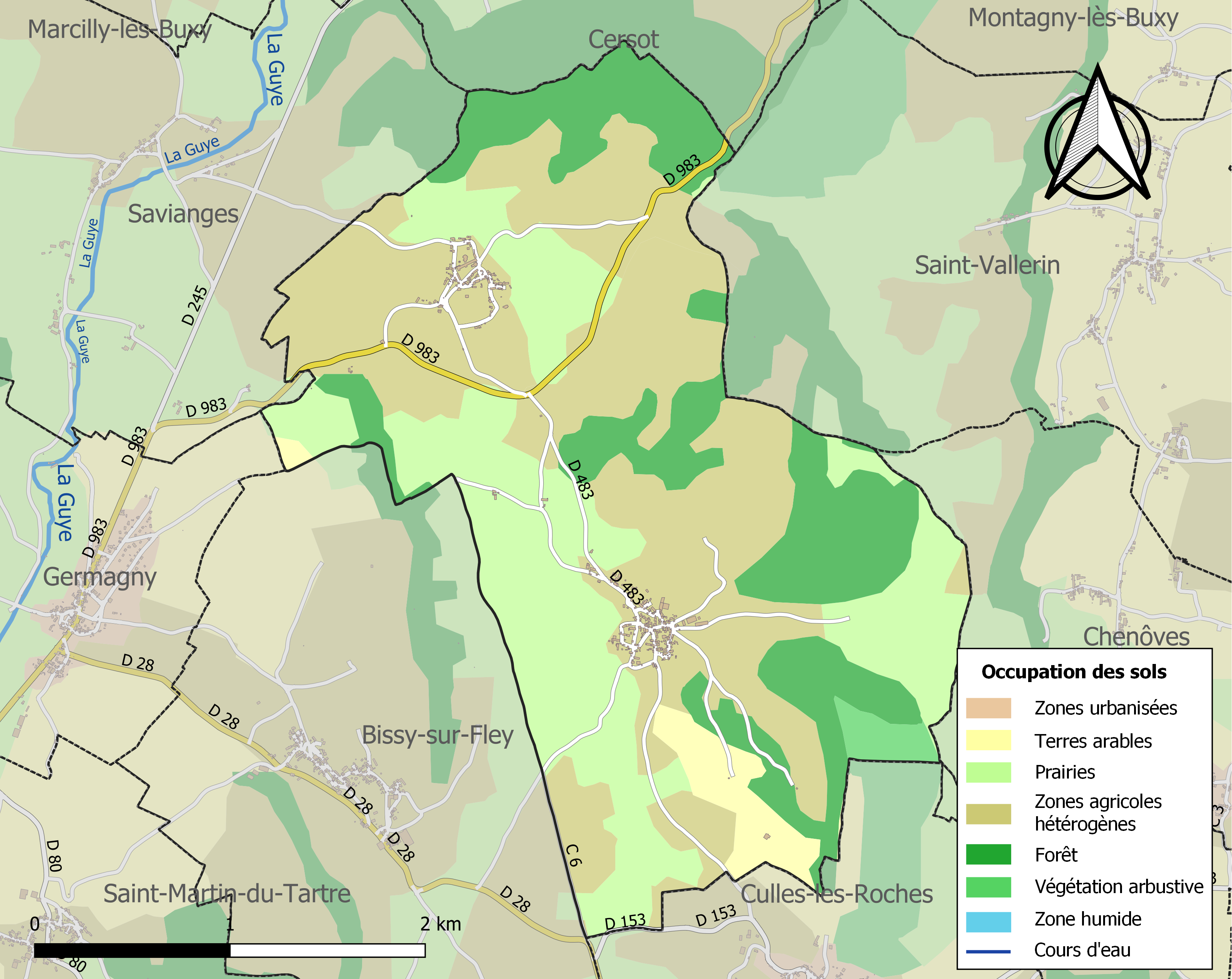
Carte des infrastructures et de l'occupation des sols de la commune en 2018 (CLC).

## Politique et administration
| Période                                  | Période   | Identité        | Étiquette | Qualité |
| ---------------------------------------- | --------- | --------------- | --------- | ------- |
| juin 1995                                | mars 2014 | François Gary   | PRG       |         |
| mars 2014                                | en cours  | Jean-Noël Gorge |           |         |
| Les données manquantes sont à compléter. |           |                 |           |         |

## Démographie

Les vignobles de la côte chalonnaise.

L'évolution du nombre d'habitants est connue à travers les recensements de la population effectués dans la commune depuis 1793. Pour les communes de moins de 10 000 habitants, une enquête de recensement portant sur toute la population est réalisée tous les cinq ans, les populations de référence des années intermédiaires étant quant à elles estimées par interpolation ou extrapolation. Pour la commune, le premier recensement exhaustif entrant dans le cadre du nouveau dispositif a été réalisé en 2008.

En 2022, la commune comptait 192 habitants, en évolution de −13,51 % par rapport à 2016 (Saône-et-Loire : −1,06 %, France hors Mayotte : +2,11 %).
| 1793 | 1800 | 1806 | 1821 | 1831 | 1836 | 1841 | 1846 | 1851 |
| ---- | ---- | ---- | ---- | ---- | ---- | ---- | ---- | ---- |
| 423  | 454  | 422  | 451  | 468  | 492  | 481  | 495  | 521  |

| 1856 | 1861 | 1866 | 1872 | 1876 | 1881 | 1886 | 1891 | 1896 |
| ---- | ---- | ---- | ---- | ---- | ---- | ---- | ---- | ---- |
| 490  | 502  | 528  | 542  | 581  | 651  | 727  | 654  | 602  |

| 1901 | 1906 | 1911 | 1921 | 1926 | 1931 | 1936 | 1946 | 1954 |
| ---- | ---- | ---- | ---- | ---- | ---- | ---- | ---- | ---- |
| 513  | 546  | 492  | 463  | 461  | 384  | 402  | 377  | 352  |

| 1962 | 1968 | 1975 | 1982 | 1990 | 1999 | 2006 | 2008 | 2013 |
| ---- | ---- | ---- | ---- | ---- | ---- | ---- | ---- | ---- |
| 195  | 154  | 160  | 194  | 207  | 260  | 248  | 244  | 230  |

| 2018 | 2022 | - | - | - | - | - | - | - |
| ---- | ---- | - | - | - | - | - | - | - |
| 201  | 192  | - | - | - | - | - | - | - |

## Culture locale et patrimoine

### Lieux et monuments
- L'église, sous le vocable de saint Euvert (sous-diacre au IVe siècle de l'église de Rome, qui fut élu évêque d'Orléans et participa au concile de Valence en 374). Cet édifice roman du XIIe siècle a été construit par les moines de l'abbaye de La Ferté, ainsi qu'un prieuré qui a existé jusqu’à la Révolution. La nef est de style roman du XIIe siècle, les bas-côtés datent du XVIIIe siècle et les chapelles ont été ajoutées en 1859[17].
- La Grange de la dîme, juste à côté de l’église, qui a été construite par les moines de la Ferté, et dont le toit a été restauré.
- Le prieuré Notre-Dame de Rimont (ancien petit séminaire de Rimont), siège depuis 1982 d'une congrégation de fondation récente :  la communauté Saint-Jean (créée en 1975 à Fribourg, en Suisse, par le père Marie-Dominique Philippe, professeur de philosophie et de théologie ; les frères se forment à la théologie, avant de repartir dans le monde entier). Le petit séminaire du diocèse d’Autun, Notre-Dame de Rimont, a été créé en 1871 ; les bâtiments furent toutefois terminés en 1875. Il a formé des générations de futurs prêtres, accueillant 200 internes par an et une vingtaine de professeurs. Il comprenait cuisines, vaste réfectoire, 7 dortoirs de 30 lits, un laboratoire de physique-chimie, 3 grandes salles d’étude et une grande chapelle néo-gothique, qui avait été construite en 1863 et qui a été restaurée en 1966. Cette église a été élevée sous le vocable de la Vierge Marie et de saint Joseph (cf. les deux plaques commémoratives gravées en 1861, puis en 1961, évoquant la bénédiction de l’église par monseigneur de Marguerye). Le séminaire ferma en 1978[18].
- La chapelle Saint-Pierre de Rimont.
- Le lavoir des Neuf-Fontaines, élevé d'après des plans de l'architecte François Dulac[19].
- Niche avec pietà, à l’entrée du bourg, sur la route de Rimont à Fley.
- Nombreux calvaires.

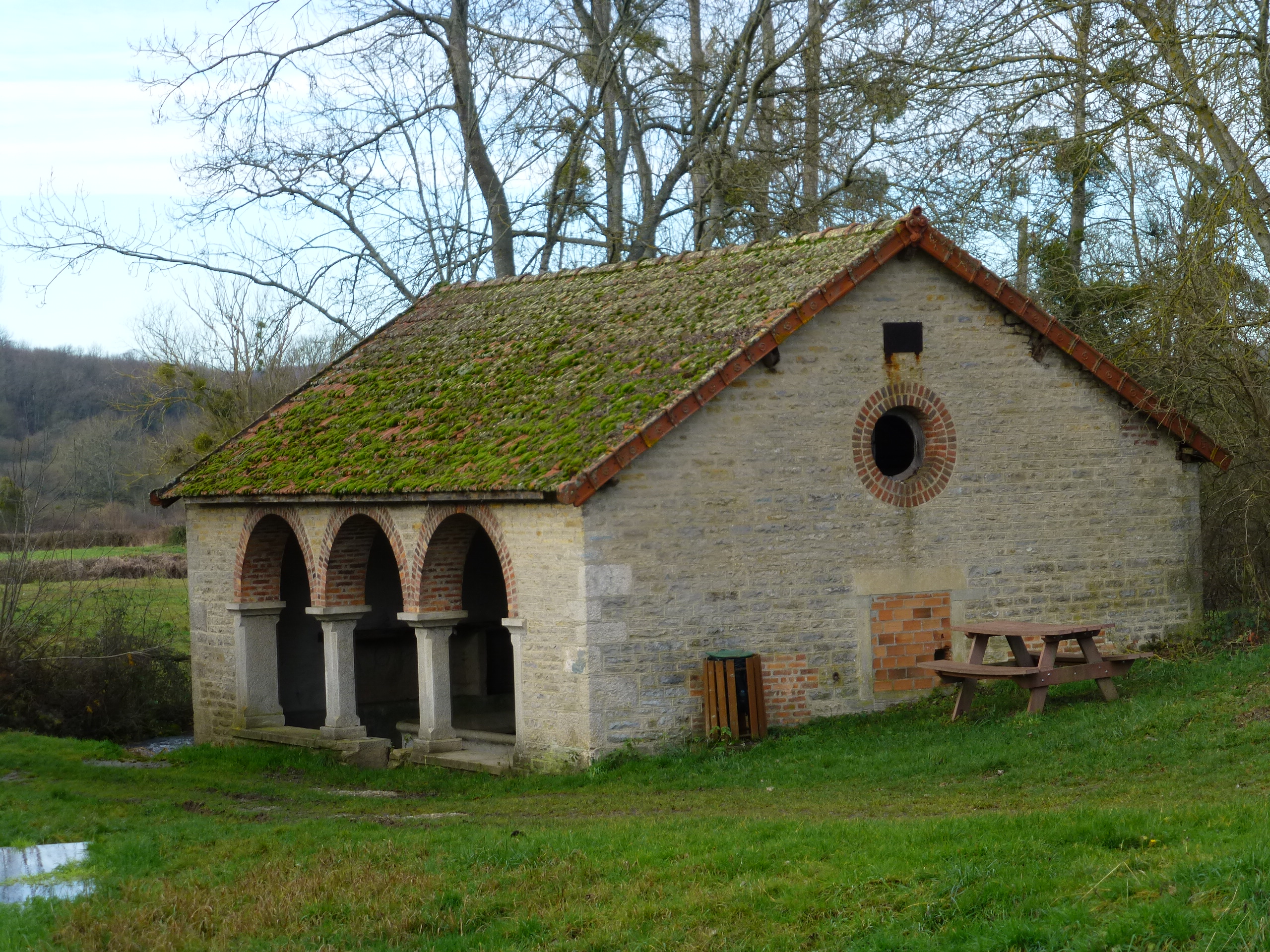
Le lavoir des Neuf-Fontaines.
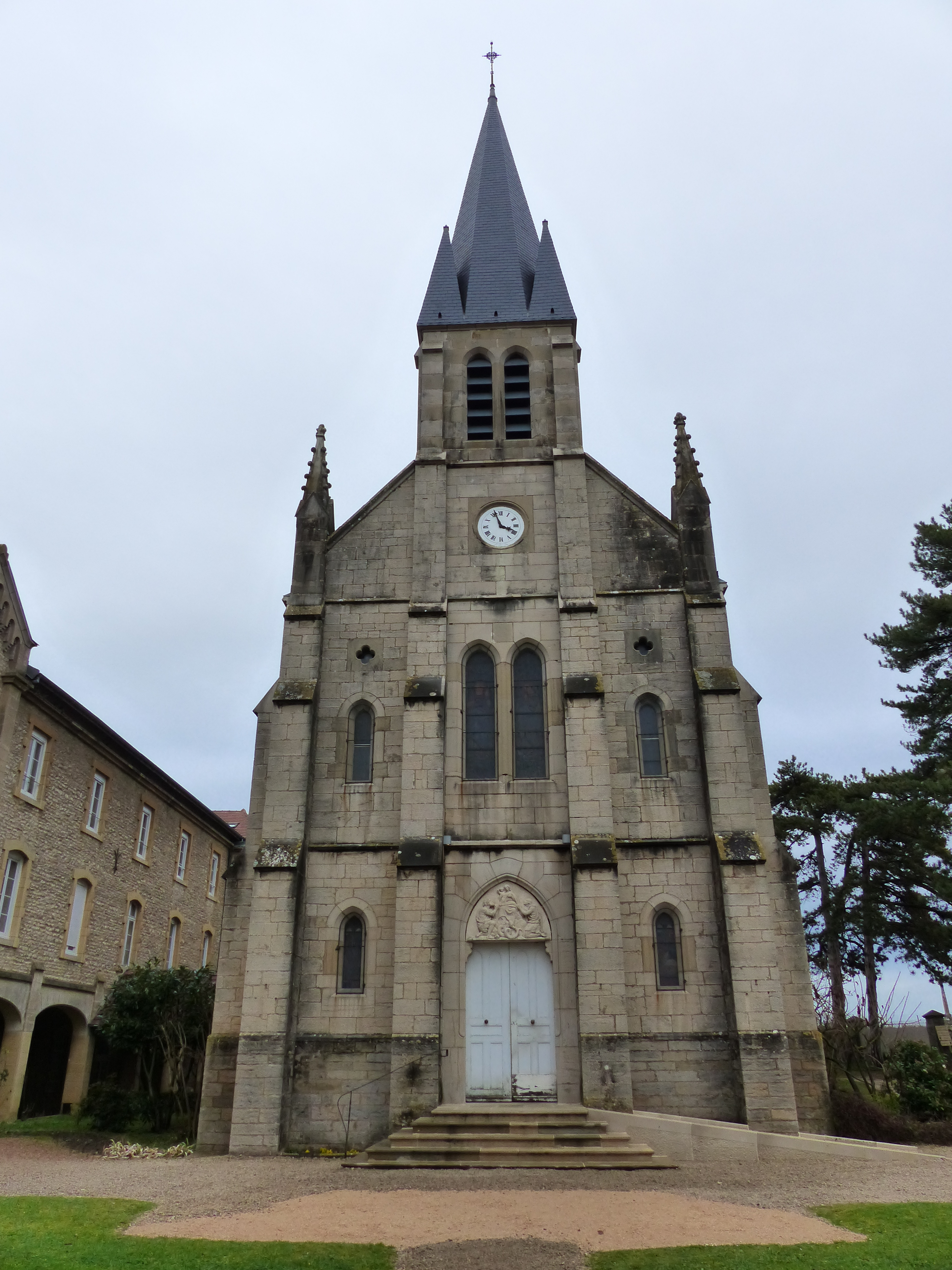
L'église Notre-Dame de Rimont.
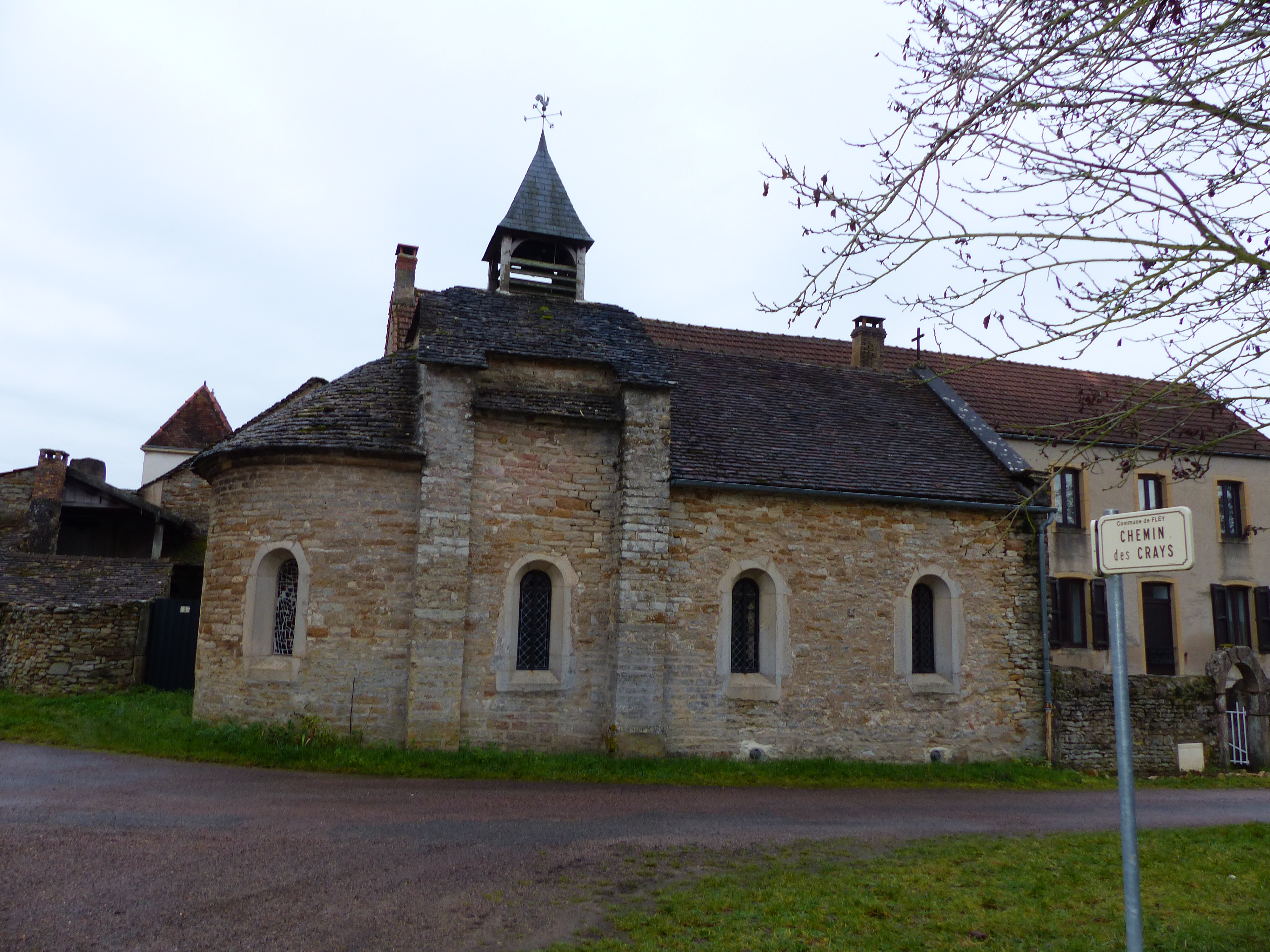
La chapelle Saint-Pierre de Rimont.
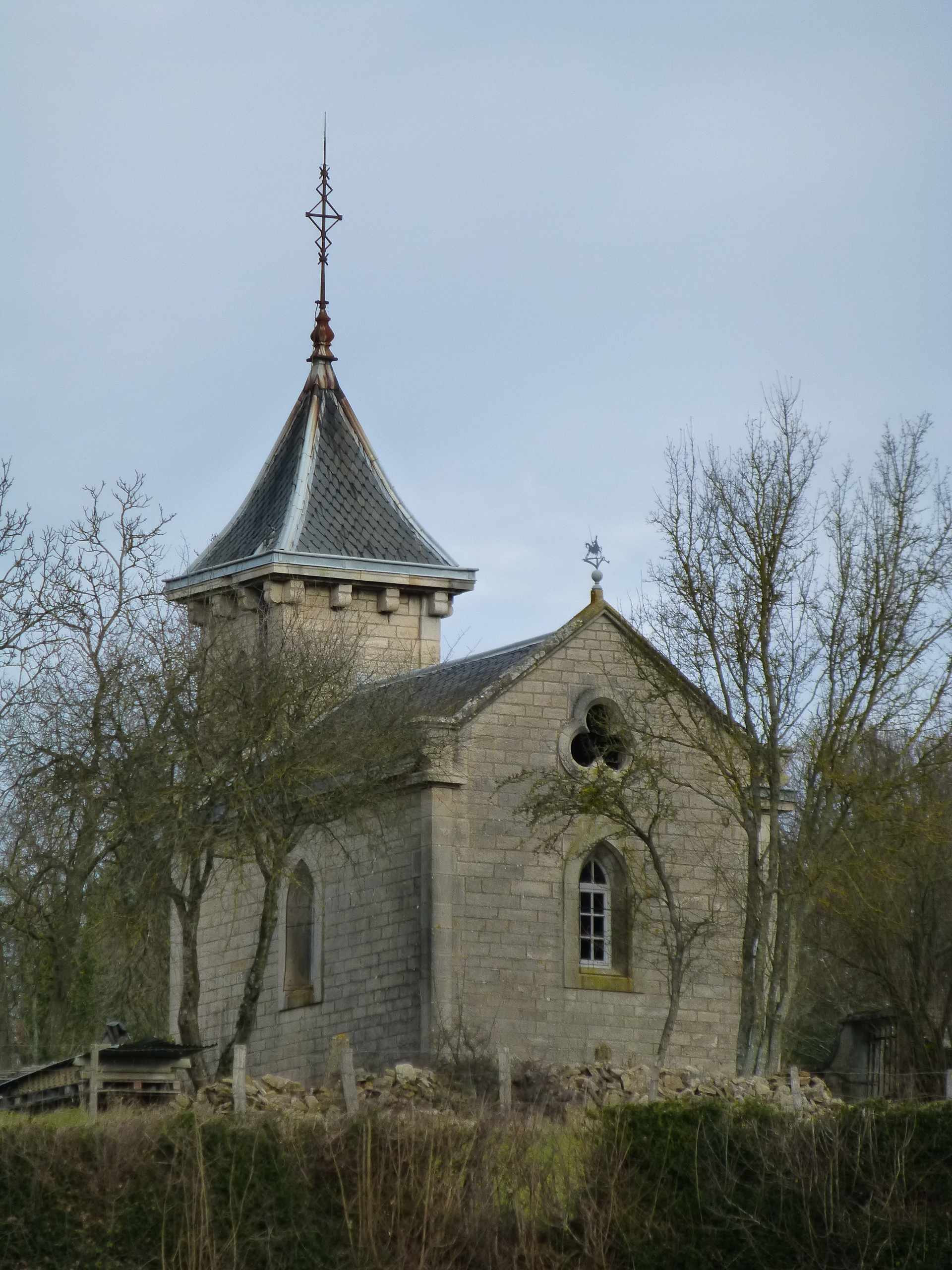
La chapelle à Rimont.
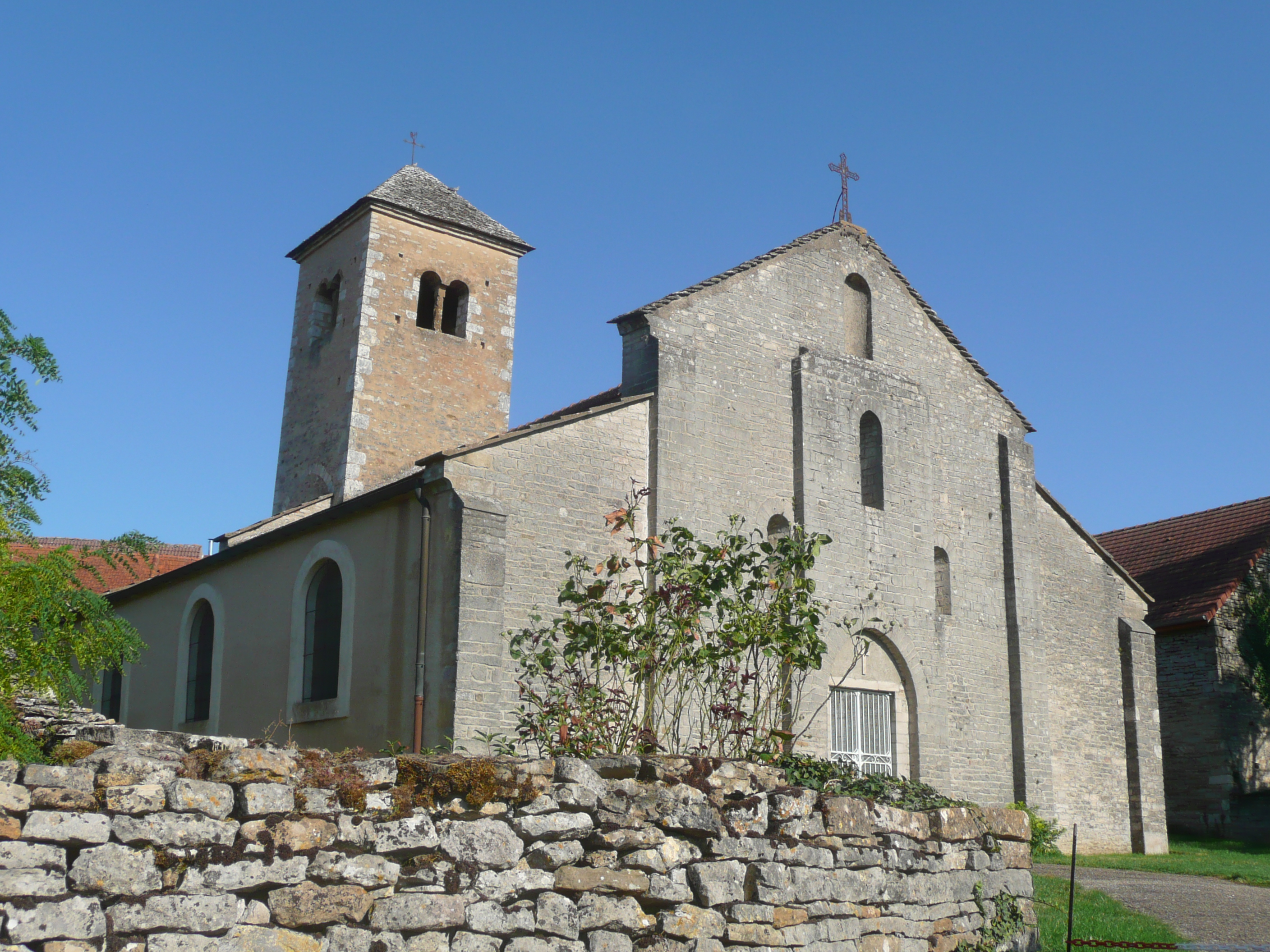
L'église Saint-Euvert de Fley.

### Personnalités liées à la commune
- Antoine Thalmare (1788-1878), soldat de l'Empire qui, après la reddition à Bailén du général Pierre Dupont de l'Étang (22 juillet 1808), connut la captivité en Espagne de 1808 à 1813 (île de Cabrera) et ne rentra à Fley qu'au printemps 1814[20].

## Pour approfondir